# Cristian Malmagro
Cristian Malmagro född den 11 mars 1983 i Granollers, Spanien, är en spansk handbollsspelare.
Han tog OS-brons i herrarnas turnering i samband med de olympiska handbollstävlingarna 2008 i Peking.